# Potter County (Pennsylvania)
Potter County ist ein County im Bundesstaat Pennsylvania in den Vereinigten Staaten. Bei der Volkszählung im Jahr 2020 hatte das County 16.396 Einwohner und eine Bevölkerungsdichte von 6 Einwohnern pro Quadratkilometer. Der Verwaltungssitz (County Seat) ist Coudersport. Potter County wurde nach James Potter benannt, einem General in der Kontinentalarmee während des Amerikanischen Unabhängigkeitskrieges gegen England.

## Geographie
Das County liegt an der Nordgrenze zu New York, hat eine Fläche von 2801 Quadratkilometern (wovon ein Quadratkilometer Wasserfläche ist) und grenzt im Uhrzeigersinn an die Countys: Allegany County (New York), Steuben County (New York), Tioga County, Lycoming County, Clinton County, Cameron County und McKean County.

## Geschichte
Potter County wurde am 26. März 1804 gebildet und im Jahr 1835 abschließend organisiert. Es wurde nach James Potter benannt, einem General aus Pennsylvania, der während des Amerikanischen Unabhängigkeitskriegs in der Kontinentalarmee diente.
Major Isaac Lymann, ein Veteran des Amerikanischen Unabhängigkeitskriegs, war einer der ersten permanenten Siedler in diesem Gebiet und ist der eigentliche Gründer des Potter Countys. Er bezahlte jedem neuen Siedler, der gewillt war, sich hier niederzulassen, zehn Dollar. Er ließ auch die erste Straße durch das County bauen sowie die erste Getreidemühle und das erste Sägewerk.

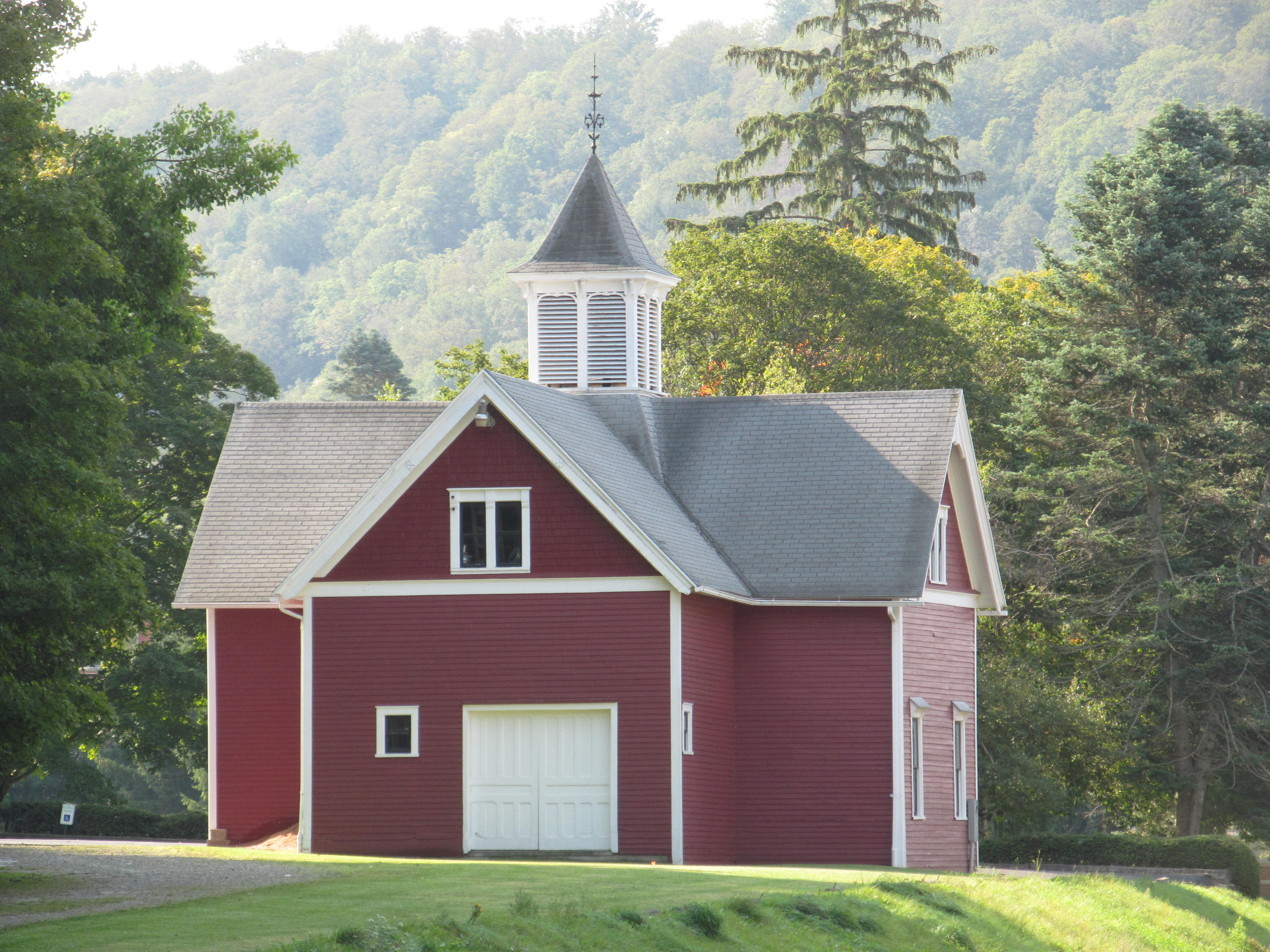
Im Coudersport Historic District (2012). Dieser Historic District ist einer von fünf Einträgen des Countys im NRHP.

Fünf Bauwerke und Stätten des Countys sind im National Register of Historic Places (NRHP) eingetragen (Stand 24. Juli 2018).

## Städte und Ortschaften

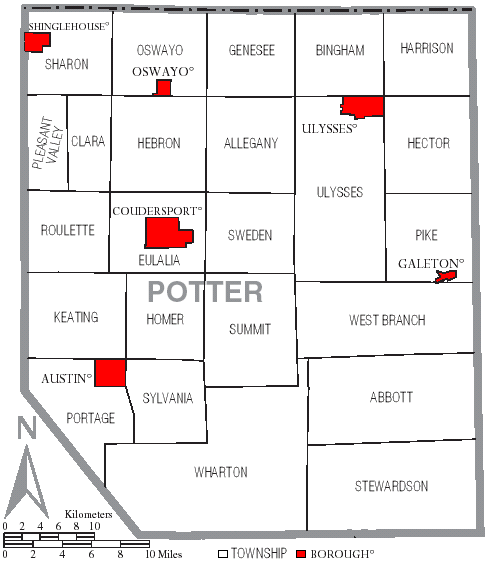
Karte des Potter Countys

| - Abbott Township - Allegany Township - Austin - Bingham Township - Clara Township - Coudersport - East Fork - Eulalia Township - Galeton - Genesee Township - Harrison Township | - Hebron Township - Hector Township - Homer Township - Keating Township - Oswayo Township - Oswayo - Pike Township - Pleasant Valley Township - Portage Township - Roulette Township | - Sharon Township - Shinglehouse - Stewardson Township - Summit Township - Sweden Township - Sylvania Township - Ulysses Township - Ulysses - West Branch Township - Wharton Township |